# صورت فلکی

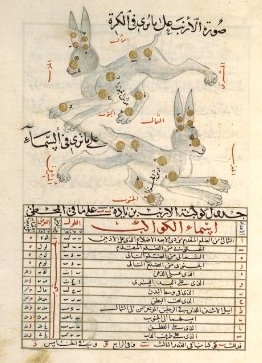
نگاره و فهرستی از صورت‌های فلکی در کتابی از دانشمند ایرانی، عبدالرحمان صوفی

فاصله ستاره‌های صورت فلکی شکارچی

نگاره سنگی در غار لاسکو

صورتِ فلکی یا هم‌اختران (به انگلیسی: constellation)، گردایه‌ای از ستاره‌ها است که از دیدگاه زمینی به شکل ویژه‌ای مانندسازی و نام‌گذاری شده‌است. در واقعیت سه بعدی، ستارگان یک پیکر آسمانی لزوماً به هم نزدیک نیستند و پیوندی به هم ندارند. قرار دادن آن‌ها در یک مجموعه تنها به‌خاطر نزدیکی ظاهری از دیدگاه زمینی است. دسته‌بندی ظاهری ستارگان به صورت پیکرهای آسمانی از دید نشانی‌دهی و ساختن نقشه‌های آسان‌فهمِ آسمان سودمند است.

## تاریخچه
پژوهش‌های باستان‌شناسی نشان می‌دهد که نگاره‌های نقاشی شده بر روی دیوارهای غار لاسکو در جنوب فرانسه دربرگیرنده نشانه‌های نجومی است. گمان می‌شود خوشه ستاره‌ای پروین در کنار خوشه قلائص (صورت فلکی گاو) بر روی این نگاره‌ها نمایش داده شده‌است.
شاید انسان‌های روزگار پارینه سنگی (۳۰٬۰۰۰ تا ۲۶٬۰۰۰ سال پیش از میلاد) نخستین کسانی بودند که چهار جهت اصلی را شناسایی کردند. در اواخر دوره پارینه‌سنگی (۲۰٬۰۰۰ تا ۱۶۰۰۰ سال پیش از میلاد) در فرانسه هنر ساخت ابزارهای سنگی به اوج خود رسید و در آن هنگام اندیشه نخستین صورت‌های فلکی پایه‌گذاری شد.
این را در یادگارهای به جای ماندهٔ نقش‌های درون غارهای این روزگار می‌توان یافت. در دره میرملاس و همیان در شمال کوهدشت لرستان نیز پناهگاه‌هایی از این روزگار وجود دارند. در این پناهگاه‌ها نقش‌های رنگ‌دار زیادی است. حدود ۱۶٬۰۰۰ تا ۸٬۰۰۰ سال پیش از میلاد، کم‌کم اسامی گروه‌های ستاره‌ای (صورت فلکی) به سه دستهٔ نمادین تغییر کرد. دنیای پایینی، میانی و بالایی.
حدود ۱۰٬۰۰۰ سال پیش از میلاد، دورهٔ یخبندان در اروپا به پایان رسید. با گرم شدن زمین، علفزارها و دشت‌های اروپا جای خود را به جنگل‌ها دادند و دوران نوسنگی آغاز شد. در این دوره، انسان‌ها به جای شکار و گردآوری خوراک به کشاورزی و تولید خوراک می‌پرداختند. از این رو نیاز آن‌ها به چگونگی آب و هوا، و دانستن فصل‌ها بیشتر شد.
بدینسان به گذر سالانه خورشید در آسمان توجه بیشتری کردند. می‌توان گفت حدود ۵۶۰۰ سال پیش از میلاد، چهار صورت فلکی در آسمان شکل گرفته بودند: دو پیکر، سنبله، قوس و ماهی. آن‌ها نمایانگر نقاط اعتدال‌ها و انقلاب‌های آن زمان بودند و پایهٔ صورت فلکی‌های منطقةالبروجی امروزی شد.
از سویی به نظر می‌رسد نخستین صورت فلکی خرس بزرگ بوده که به دست سومریان به انگیزه تشخص آن و تعیین جهت شمال معین شده‌است و پس از آن صورت‌های فلکی دایرةالبروج و آن‌گاه به دست مصریان، بابلیان و اعراب شمار آن‌ها به ۴۸ صورت فلکی رسیده‌است. در سال ۱۹۳۰ میلادی برای تمام آسمان ۸۸ صورت فلکی به صورت فرامرزی شناسایی و به پذیرش رسید.

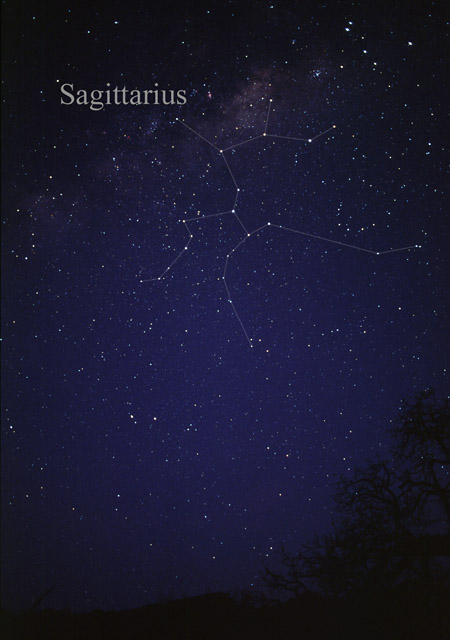
این عکس صورت فلکی قوس (Sagittarius) را نشان می‌دهد. در این تصویر، ستاره‌های اصلی این صورت فلکی به هم متصل شده‌اند تا شکل ظاهری قوس را نمایش دهند. این تصویر می‌تواند برای توضیح و معرفی صورت‌های فلکی و نحوه تقسیم‌بندی آن‌ها در آسمان استفاده شود. همچنین، نام صورت فلکی به انگلیسی و فارسی ذکر شده است که به خوانندگان کمک می‌کند تا به راحتی این صورت فلکی را شناسایی کنند.